# Jason Alexander
Jason Alexander, ursprungligen Jay Scott Greenspan, född 23 september 1959 i Newark i New Jersey, är en amerikansk skådespelare. Han är mest känd från TV-serien Seinfeld (1989–1998) där han spelade George Costanza (skapad av och efter Larry David). Han har tidigare gjort en del röster till animerade TV-serier, exempelvis titelpersonen i Duckman. Han har också haft en aktiv scenkarriär och varit med i flera musikaler på Broadway och han vann en Tony för sin huvudroll i  Jerome Robbins' Broadway 1989. I musikalen The Producers – Det våras för Hitler spelade han och Martin Short huvudrollerna när den sattes upp i Los Angeles på USA-turnén 2002. Musikalen sattes upp på Reprise! Theatre Company där Jason Alexander är konstnärlig ledare. Han har också haft framgångar som pokerspelare i tävlingar för celebriteter. 2021 blev han invald i Online Film & Telesvision Associations hall of fame.

## Biografi
Jason Alexanders far Alexander B. Greenspan var revisor och modern Ruth Minnie sjuksköterska och sjukhusadministratör  Han har två halvsyskon, en syster och en bror. 1977 utexaminerades Jason Alexander från Livingston High School i New Jersey. Under sin uppväxt hade han en väldigt pipig röst, vilket framförallt berodde på hans astma. Efter studenten gick han på Boston University men han hoppade av innan sista året efter att ha fått arbete i New York, men 1995 fick han en hedersexamen. Jason Alexander är en begåvad trollkonstnär och inledde sin skådespelarkarriär för att han ansåg det svårare att slå igenom som trollkonstnär.
År 1982 gifte han sig med Daena E. Title med vilken han har två barn.

## Scenkarriär
Jason Alexander inledde sin skådespelarkarriär på New Yorks scener. Han är en duktig sångare och dansare. Han uppträdde på Broadway i uppsättningar som Stephen Sondheims Merrily We Roll Along, Kander & Ebbs The Rink och i Neil Simons Broadway Bound, Accomplice och Jerome Robbins' Broadway. För den sistnämnda fick han en Tony 1989 för bästa huvudroll i en musikal. Han återvände till musikalscenen 2003 i Los Angeles uppsättningen av Mel Brooks The Producers - Det våras för Hitler. Jason Alexander medverkade också i en musikalversion av En julsaga tillsammans med Kelsey Grammer år 2004.
Jason Alexander fortsätter att uppträda i scenshower, inklusive Barbra Streisands födelsedagsfest för Stephen Sondheim på Hollywood Bowl. Han och Angela Lansbury framförde delar ur musikalen Sweeney Todd. Han regisserade Sunday in the Park with George för teatern Reprise! Theatre Company där han nu är konstnärlig ledare.

## Television
Jason Alexander spelade huvudrollen tillsammans med bland andra George Clooney och Elliot Gould i situationskomeding Sju på sjukan 1984-1985 där han spelade sjukhusadministratören Harold Stickley. Den engelska titeln var E/R för ”Emergency Room” som inte ska förväxlas med den TV-serie George Clooney slog igenom med, Cityakuten vars engelska titel var ER.
Mest känd blev Jason Alexander i rollen som George Costanza i TV-serien Seinfeld som gick på NBC mellan 1989 och 1998.
Parallellt med rollen i Seinfeld gjorde Jason Alexander rösten till den tecknade serien Duckman 1994–1997 och den onde personalchefen Catbert i den tecknade versionen av Dilbert, med manus av Larry Charles, som tidigare ingick i teamet av manusförfattare till Seinfeld. 
Jason Alexander hade svårigheter att få nya teaterengagemang efter att han avslutade sin roll i Seinfeld, då filmskapare identifierade honom med karaktären George. Av denna anledning bar han under två års tid tupé för att öka chanserna att få nya uppdrag. 2001 gjorde Jason Alexander sitt första framträdande i TV efter Seinfeld i den kortlivade situationskomedin Bob Patterson som lades ner efter bara fem avsnitt. Hans andra försök som huvudrollsinnehavare i en TV-serie gjorde han med TV-serien Listen Up! (2004–2005) som han också producerade. Även den serien lades ner utan att det blev en andra säsong.
Jason Alexander hade också en roll i ABC:s situationskomedi Dinosaurier som Al ”Sexual” Harris. Trots en relativt framgångsrik karriär inom film, TV och på scen har han inte lyckats återupprepa succén med Seinfeld. 
Jason Alexander har också gjort flera gästspel i olika TV-serier. Han har bland annat sjungit en vers på skivan Family Guy: Live in Vegas där texten löd All Cartoons are Fuckin' dicks. Han spelade en självmordsbenägen kontorsförrådsansvarig i Vänner, till vilken karaktären Phoebe försökte sälja toner till, men istället räddade hans liv. Detta refereras det till i TV-serien Malcolm - Ett geni i familjen där han gästspelar som en neurotisk och negativ ensling som berättar att han säljer toner över telefonen. I samma avsnitt trakasseras han av en man vid namn George, vilket var namnet på hans karaktär i Seinfeld.
Jason Alexander medverkade 2007 i den populära kriminalserien Criminal Minds som en galen psykopat med grått långt hår. Han återvände senare och regisserade avsnittet Conflicted.
I den andra säsongen och sjunde säsongen gjorde han ett cameoframträdande i Simma lugnt, Larry!, Seinfeldskaparen Larry Davids situationskomedi. I den sjunde säsongen medverkade Jason Alexander dessutom tillsammans med de andra tre huvudrollsinnehavarna från Seinfeld; Jerry Seinfeld, Julia Louis-Dreyfus och Michael Richards.

## Film
Utöver rollen som den manschauvinistiska advokaten i Pretty Woman mot Richard Gere och Julia Roberts spelade han kvinnokarlen Mauricio i Min stora kärlek mot Gwyneth Paltrow och Jack Black. Jason Alexander framträdde också i Jacobs inferno. Vidare har han regisserat film, vilket började 1996 med For Better or Worse och Just Looking från 1999. Filmerna visades endast i begränsad omfattning på biograferna.

## Poker
Jason Alexander har ett stort pokerintresse och vann åttonde säsongen av Celebrity Poker Showdown. Han har också ställt upp i World Series of Poker 2007 och 2009. 2009 placerade han sig på övre tredjedelen.

## Podcast
Sedan 2023 driver Alexander tillsammans med Peter Tilden podcasten Really No, Really? där han bland annat intervjuat personer som Wayne Knight, Bryane Cranston och Mike Reiss.

## Filmografi (i urval)
- 1981 – The Burning
- 1981 – Senior Trip
- 1986 – Barn kidnappat
- 1989–1998 – Seinfeld (TV-serie)
- 1990 – Pretty Woman
- 1990 – Jacobs inferno
- 1991 – White Palace
- 1993 – Coneheads
- 1994–1997 – Duckman (TV-serie)
- 1994 – Press-stopp!
- 1994 – Snacka om rackartyg
- 1995 – Bye Bye Birdie
- 1995 – Den sista måltiden
- 1996 – Ringaren i Notre Dame (röst)
- 1996 – Dunston checkar in
- 1997 – Passion! Vänskap! Längtan!
- 1997 – Denial
- 1997 – Askungen
- 1999 – Torped i Chicago
- 2000 – Rocky och Bullwinkle på äventyr (röst)
- 2001–2009 – Simma lugnt, Larry! (TV-serie)
- 2001 – Vänner (Gästroll i avsnittet The One Where Rosita Dies)
- 2001 – Svanen och trumpeten
- 2001 – Legenden om Tarzan (gäströst i avsnittet Tarzan and the Face from the Past)
- 2001 – Min stora kärlek
- 2002 – Ringaren i Notre Dame II (röst)
- 2003 – De 101 dalmatinerna II - Tuffs äventyr i London (röst)
- 2004 – A Christmas Carol
- 2004-2005 – Listen Up!  (22 avsnitt)
- 2005 – Monk  (1 avsnitt)
- 2005 – The Aristocrats
- 2006-2007 – Everybody Hates Chris (2 avsnitt)
- 2008 – Criminal Minds (1 avsnitt)
- 2009 – Rock Slyde
- 2009 – Hachiko - En vän för livet
- 2010 – Quantum Quest: A Cassini Space Odyssey (röst)
- 2010–2013 – På kroken (TV-serie) (röst)
- 2010 – The Cleveland Show (TV-serie) (röst)
- 2010 – American Dad! (TV-serie) (röst)
- 2011 – Harry's Law (TV-serie)
- 2011 – Dora utforskaren (TV-serie) (röst)
- 2012 – 2 1/2 män (TV-serie)
- 2013 – Community (TV-serie)
- 2014 – Comedians in Cars Getting Coffee (TV-serie)
- 2015 – Wild Card
- 2017 – Simpsons (TV-serie) (röst)
- 2017–2019 – Robot Chicken (TV-serie) (röst)
- 2018–2022 – Young Sheldon (TV-serie)
- 2018–2019 – The Orville (TV-serie)
- 2019 – Galen i dig (TV-serie)
- 2025 – Passagen

## Priser och utmärkelser
Under sin karriär har Alexander vunnit 12 priser och blivit nominerad till 42.
| Pris                                       | År   | Serie/Film               | Kategori                                                  | Resultat |
| ------------------------------------------ | ---- | ------------------------ | --------------------------------------------------------- | -------- |
| Tony Awards                                | 1989 | Jerome Robbin's Broadway | Best Actor in a Musical                                   | Vinnare  |
| America Comedy Awards                      | 1992 | Seinfeld                 | Funniest Supporting Male Performer in a TV Series         | Vinnare  |
| America Comedy Awards                      | 1993 | Seinfeld                 | Funniest Supporting Male Performer in a TV Series         | Vinnare  |
| American Television Awards                 | 1993 | Seinfeld                 | Best Supporting Actor in a Situation Comedy               | Vinnare  |
| Screen Actors Guild Awards                 | 1997 | Seinfeld                 | Outstanding Performance by an Ensemble in a Comedy Series | Vinnare  |
| Screen Actors Guild Awards                 | 1998 | Seinfeld                 | Outstanding Performance by an Ensemble in a Comedy Series | Vinnare  |
| Country Music Association Awards           | 2007 | Brad Paisley: Online     | Music Video of the Year                                   | Vinnare  |
| Academy of Country Music Awards            | 2008 | Brad Paisley: Online     | Video of the Year                                         | Vinnare  |
| Daytime Emmy Awards                        | 2020 | Brainwashed by Toons     | Outstanding Original Song                                 | Vinnare  |
| Idyllwild International Festival of Cinema | 2020 | Faith Based              | Best Supporting Actor - Feature                           | Vinnare  |
| Online Film & Telesvision Associations     | 2021 |                          | Hall of Fame                                              | Invald   |